# マルミジンコ科
マルミジンコ科（マルミジンコか、Chydoridae Stebbing,1902）は、ミジンコの仲間の分類群の一つ。非常に多くの属種を含む。小型で底生などプランクトン的でないものが多い。

## 特徴
体全体が頭甲と殻に覆われている。頭甲は前が伸びて吻となる。複眼と単眼がある。単眼の方が小さいのが普通だが、本類では複眼が小さいものが多く、単眼が複眼に近い大きさのものや複眼より大きい例もある。
第1触角は吻の基部にあって短く、大抵は吻の先端に達しない程度。多少だが動かすことが出来る。遊泳に用いられる第2触角は短い例が多い。先端は2分枝があり、内外肢共に3節しかない。遊泳剛毛は内肢に4ないし5本、外肢に3本。殻に収まる胸脚は5-6対。腸管は長くて体内で螺旋状に巻いて収まっている。さらに後方に盲嚢（盲腸と呼ばれる）を持つものが多い。腹部後端部分は幅広くて左右から強く扁平になっている。
雄は雌より小型で吻が短く、第1触角に特殊な触毛を持ち、第1胸脚に鈎がある。
殻が比較的厚くて黄色、黄褐色などの色を持つものが多く、一部を除いては1mm以下の小型の種が多い。

## 生態など
淡水産で湖沼では沿岸部、浅い沼の水草の間、湿原などに出現し、時にプランクトンとして得られる。例えば普通種の一つであるマルミジンコ Chydorus sphaericus は浅い池沼や湖で沿岸の水草の間に多く見られるが、時にプランクトンとして沖部で多量に出現する。
耐久卵は卵鞘には入らず個々に生み出される。

## 分類
この群は属種がミジンコ目中で最も多い。25属170種以上が記載されている。4亜科に分ける分類体系がある。日本にはそのうち3亜科のものが知られる。以下、水野・高橋編(1991)に挙げられているものを示す。
- Chydoridae　マルミジンコ科
  - Eurycercinae　ノコギリミジンコ亜科
    - Eurycercus　ノコギリミジンコ属

  - Aloninae　シカクミジンコ亜科
    - Camptocercus　ヒラタミジンコ属
    - Acroperus　フナゾコミジンコ属
    - Monospilus　ヒトツメマルミジンコ属
    - Graptoleberis　ヒロハシミジンコ属
    - Leydigia　トゲヒロオミジンコ属
    - Alona　シカクミジンコ属
    - Rhynchotalona　カギシカクミジンコ属

  - Chydorinae　マルミジンコ亜科
    - Pleuroxus　ハシミジンコ属
    - Chydorus　マルミジンコ属
    - Alonella　シカクミジンコモドキ属
    - Dunhevedia　ドゥンヘベディア属

分子系統解析では、この科は単系統群ではないことが示唆されている。

## 利用
現実的な利用はない。
ただこの類は種数も個体数も多く、湖底の堆積物から殻が多数発見される。またその頭甲に微小な孔があり、その数や配置が系統上の重要な特徴となる。このことから湖底堆積物や泥炭に含まれるこの類の遺骸殻が古陸水学において重要とされる。